# Dreherforte (equip ciclista)
L'equip Dreherforte va ser un equip ciclista italià, de ciclisme en ruta que va competir de 1973 a 1974.
Va sorgir amb parts de l'antic equip equip Dreher.

## Principals resultats
- Coppa Placci: Italo Zilioli (1973)
- Giro dels Apenins: Italo Zilioli (1973)
- Giro del Friül: Luciano Borgognoni (1974)

### A les grans voltes
- Giro d'Itàlia
  - 2 participacions (1973, 1974)
  - 1 victòries d'etapa:
    - 1 el 1973: Tullio Rossi

  - 0 classificació finals:
  - 0 Classificacions secundàries:

- Tour de França
  - 0 participacions

- Volta a Espanya
  - 0 participacions